# Dave Brubeck
David Warren Brubeck (sinh ngày 6 tháng 12 năm 1920 – mất ngày 5 tháng 12 năm 2012) là nghệ sĩ piano jazz người Mỹ, được coi là một trong những người sáng lập ra thể loại cool jazz. Ông là tác giả của nhiều tác phẩm kinh điển, trong đó có "In Your Own Sweet Way" và "The Duke". Phong cách của ông vô cùng đa dạng, từ chạy lướt cho tới gằn hợp âm, thể hiện rõ những ảnh hưởng từ quan điểm giáo dục nhạc cổ điển từ người mẹ và cả những cải tiến trong trình độ chơi piano của Brubeck. Ông còn được biết tới vì sử dụng những số nhịp bất thường với những phức tạp cao về nhịp điệu, phách và giọng.
Người bạn lâu năm của ông, nghệ sĩ alto saxophone Paul Desmond, từng cùng ông sáng tác nên giai điệu bất hủ của nhóm The Dave Brubeck Quartet "Take Five" với nhịp 5
4, và cũng cho phát hành một trong những album nhạc jazz bán chạy nhất mọi thời đại Time Out. Brubeck còn nhiều khám phá với những nhịp kỳ lạ khác trong các sáng tác nổi tiếng của mình, có thể kể tới "Pick Up Sticks" nhịp 6
4, "Unsquare Dance" nhịp 7
4, "World's Fair" nhịp 13
4 và "Blue Rondo à la Turk" nhịp 9
8. Ông cũng có nhiều sáng tác cho dàn nhạc giao hưởng, nhạc tôn giáo và một số soundtrack truyền hình như Mr. Broadway hay This Is America, Charlie Brown.

## Danh sách đĩa nhạc
- Old Sounds From San Francisco (1946–48)
- The Dave Brubeck Trio (Fantasy, cùng Cal Tjader, 1949)
- Dave Brubeck Octet (Fantasy, 1950)
- Brubeck/Desmond (Fantasy, 1951)
- Jazz at Storyville (Fantasy, 1952)
- The Dave Brubeck Quartet (Fantasy, 1952)
- Jazz at the Blackhawk (Fantasy, 1953)
- Jazz at Oberlin (Fantasy, 1953)
- Brubeck & Desmond at Wilshire-Ebell (Fantasy, 1953)
- Jazz at the College of the Pacific (Fantasy, 1953)
- Jazz at the College of the Pacific, Vol. 2 (OJC, 1953)
- Dave Brubeck at Storyville 1954 (Columbia, 1954)
- Jazz Goes to College (Columbia, 1954)
- Brubeck Time (Columbia, 1954)
- Jazz: Red Hot and Cool (Columbia, 1955)
- Brubeck Plays Brubeck (Columbia, 1956)
- Dave Brubeck and Jay & Kai at Newport (trực tiếp, Columbia, cùng J. J. Johnson–Kai Winding Quintet, 1956)
- Jazz Impressions of the U.S.A. (Columbia, 1957)
- Dave Brubeck Plays and Plays and... (Fantasy, 1957)
- Re-Union (Fantasy, 1957)
- Jazz Goes to Junior College (Columbia, 1957)
- Dave Digs Disney (Columbia, 1957)
- The Dave Brubeck Quartet in Europe (trực tiếp, Columbia, 1958)
- Newport 1958: Brubeck Plays Ellington (trực tiếp, Columbia, 1958)
- Jazz Impressions of Eurasia (Columbia, 1958)
- Gone with the Wind (Columbia, 1959)
- Time Out (Columbia, 1959)
- The Riddle (Columbia, cùng Bill Smith, 1959)
- Southern Scene (Columbia, 1960)
- Brubeck and Rushing (Columbia, cùng Jimmy Rushing, 1960)
- Bernstein Plays Brubeck Plays Bernstein (Columbia, cùng Leonard Bernstein, 1960)
- Brubeck à la mode (Fantasy, 1960)
- Tonight Only! (trực tiếp, Columbia, cùng Carmen McRae, 1960)
- Near-Myth (Fantasy, cùng Bill Smith, 1961)
- Time Further Out (Columbia, 1961)
- Countdown – Time in Outer Space (Columbia, 1961)
- Brandenburg Gate: Revisited (Columbia, 1961)
- Take Five Live (trực tiếp, Columbia, cùng Carmen McRae, 1961)
- The Real Ambassadors (Columbia, 1961)
- Bennett/Brubeck: The White House Sessions, Live 1962 (trực tiếp 1962, Columbia Legacy, cùng Tony Bennett, 2013)
- Bossa Nova U.S.A. (Columbia, 1962)
- Brubeck in Amsterdam (trực tiếp, Columbia, 1962)
- The Dave Brubeck Quartet at Carnegie Hall (trực tiếp, Columbia, 1963)
- Time Changes (Columbia, 1963)
- Jazz Impressions of Japan (Columbia, 1964)
- Jazz Impressions of New York (Columbia, 1964)
- Dave Brubeck in Berlin (trực tiếp, CBS (Germany), 1964)
- Angel Eyes (Columbia, 1965)
- My Favorite Things (Columbia, 1965)
- Time In (Columbia, 1965)
- Dave Brubeck's Greatest Hits (tuyển tập, Columbia, 1966)
- Anything Goes! The Dave Brubeck Quartet Plays Cole Porter (Columbia, 1966)
- Jackpot! Recorded Live in Las Vegas (trực tiếp, Columbia, 1966)
- Bravo! Brubeck! (trực tiếp, Columbia, 1967)
- Buried Treasures: Recorded Live in Mexico City (trực tiếp 1967, Columbia Legacy, 1998)
- The Last Time We Saw Paris (trực tiếp, Columbia, 1967)
- Their Last Time Out: The Unreleased Live Concert, ngày 26 tháng 12 năm 1967 (trực tiếp 1967, Columbia Legacy, 2011)
- Compadres (live, Columbia, with Gerry Mulligan, 1968)
- Blues Roots (Columbia, cùng Gerry Mulligan, 1968)
- The Light in the Wilderness (Decca, 1968)
- The Gates of Justice (Decca, 1969)
- Brubeck/Mulligan/Cincinnati (Decca, 1970)
- Summit Sessions (Columbia, 1971)
- Live at the Berlin Philharmonie (trực tiếp 1970, Columbia, cùng Gerry Mulligan, 1971)
- The Last Set at Newport (trực tiếp, Atlantic, cùng Gerry Mulligan, 1971)
- Truth is Fallen (Atlantic, 1971)
- We're All Together Again for the First Time (trực tiếp, Atlantic, cùng Gerry Mulligan, Paul Desmond, 1972)
- All the Things We Are (Atlantic, 1973)
- Two Generations of Brubeck (Atlantic, 1973)
- Brother, the Great Spirit Made Us All (Atlantic, 1974)
- 1975: The Duets (Horizon/A&M, cùng Paul Desmond, 1975)
- 25th Anniversary Reunion (Horizon/A&M, 1976)
- The New Brubeck Quartet: Live at Montreux (trực tiếp, Tomato, 1977)
- The New Brubeck Quartet: A Cut Above (trực tiếp, Direct To Disk, 1978)
- La Fiesta de la Posada (The Festival of the Inn) (Columbia, 1979)
- Back Home (trực tiếp, Concord, 1979)
- Tritonis (Concord, 1980)
- Paper Moon (Concord, 1981)
- Concord On a Summer Night (trực tiếp, Concord, 1982)
- Aurex Jazz Festival '82 (trực tiếp, Eastworld, 1982)
- Marian McPartland's Piano Jazz with guest: Dave Brubeck (The Jazz Alliance/Concord, 1984)
- For Iola (trực tiếp, Concord, 1984)
- Reflections (Concord, 1985)
- Blue Rondo (Concord, 1986)
- Moscow Night (Concord, 1988)
- New Wine (trực tiếp 1987, MusicMasters 65051, cùng Montreal International Jazz Festival Orchestra, 1990)
- Quiet as the Moon (MusicMasters 65067, 1991)
- Once When I Was Very Young (MusicMasters 65083, 1992)
- Trio Brubeck (MusicMasters 65102, 1993)
- Late Night Brubeck: Live from the Blue Note (trực tiếp 1993, Telarc 83345, 1994)
- Just You, Just Me (Telarc 83363, 1994)
- Young Lions & Old Tigers (Telarc 83349, 1995)
- Nightshift: Live at the Blue Note (trực tiếp 1993, Telarc 83351, 1995)
- To Hope! A Celebration (Telarc 80430, 1996)
- A Dave Brubeck Christmas (Telarc 83410, 1996)
- In Their Own Sweet Way (Telarc 83355, 1997)
- So What's New? (Telarc 83434, 1998)
- The 40th Anniversary Tour of the U.K. (trực tiếp, Telarc 83440, 1999)
- 80th Birthday Concert: Live with the LSO (trực tiếp, LSO Live, 2000)
- One Alone (Telarc 83510, 2000)
- The Crossing (Telarc 83520, 2001)
- Double Live from the USA & UK (trực tiếp 1995 và 1998, Telarc 83400, 2001)
- Brubeck in Chattanooga (trực tiếp, Choral Arts Society of Chattanooga, 2002)
- The Essential Dave Brubeck (Columbia Legacy 696998699328, 2003)
- Classical Brubeck (Telarc 80621, cùng Dàn nhạc giao hưởng London, 2003)
- Park Avenue South (trực tiếp 2002, Telarc 83570, 2003)
- Private Brubeck Remembers (Telarc 83605, 2004)
- London Flat, London Sharp (Telarc 83625, 2005)
- Brubeck meets Bach (trực tiếp, Sony Classical 886970603225, cùng Bach Collegium Munich, 2004)
- Songs (Naxos, 2005)
- The Gates of Justice (second recording) (Naxos, 2005)
- Indian Summer (Telarc 83670, 2007)
- 50 Years of Dave Brubeck: Live at the Monterey Jazz Festival, 1958-2007 (trực tiếp, Monterey Jazz Festival/Concord 30680, 2007)

### Khách mời
Cùng Yo-Yo Ma
"Joy to the World" trong Yo-Yo Ma & Friends (Concordia, 2008)
Nhiều nghệ sĩ
"Some Day My Prince Will Come" và "Alice in Wonderland" (cùng Roberta Gambarini) trong Everybody Wants to Be a Cat: Disney Jazz Volume 1 (Disney, 2011)